# Louis Jourdain
 (mai 2024).
 (mai 2024).
La mise en forme du texte ne suit pas les recommandations de Wikipédia : il faut le « wikifier ».
Les points d'amélioration suivants sont les cas les plus fréquents. Le détail des points à revoir est peut-être précisé sur la page de discussion.
- Les titres sont pré-formatés par le logiciel. Ils ne sont ni en capitales, ni en gras.
- Le texte ne doit pas être écrit en capitales (les noms de famille non plus), ni en gras, ni en italique, ni en « petit »…
- Le gras n'est utilisé que pour surligner le titre de l'article dans l'introduction, une seule fois.
- L'italique est rarement utilisé : mots en langue étrangère, titres d'œuvres, noms de bateaux, etc.
- Les citations ne sont pas en italique mais en corps de texte normal. Elles sont entourées par des guillemets français : « et ».
- Les listes à puces sont à éviter, des paragraphes rédigés étant largement préférés. Les tableaux sont à réserver à la présentation de données structurées (résultats, etc.).
- Les appels de note de bas de page (petits chiffres en exposant, introduits par l'outil «  Source ») sont à placer entre la fin de phrase et le point final[comme ça].
- Les liens internes (vers d'autres articles de Wikipédia) sont à choisir avec parcimonie. Créez des liens vers des articles approfondissant le sujet. Les termes génériques sans rapport avec le sujet sont à éviter, ainsi que les répétitions de liens vers un même terme.
- Les liens externes sont à placer uniquement dans une section « Liens externes », à la fin de l'article. Ces liens sont à choisir avec parcimonie suivant les règles définies. Si un lien sert de source à l'article, son insertion dans le texte est à faire par les notes de bas de page.
- La présentation des références doit suivre les conventions bibliographiques. Il est recommandé d'utiliser les modèles {{Ouvrage}}, {{Chapitre}}, {{Article}}, {{Lien web}} et/ou {{Bibliographie}}. Le mode d'édition visuel peut mettre en forme automatiquement les références.
- Insérer une infobox (cadre d'informations à droite) n'est pas obligatoire pour parachever la mise en page.

Pour une aide détaillée, merci de consulter Aide:Wikification.
Si vous pensez que ces points ont été résolus, vous pouvez retirer ce bandeau et améliorer la mise en forme d'un autre article.
Pour les articles homonymes, voir Jourdain.
Louis Jourdain, né le 18 février 1847 à Namur et mort le 31 octobre 1918, est un ingénieur belge.

## Biographie
Louis Marie Jourdain est né le 18 février 1847 à Namur, rue de l’Ange 71, et comme ses frères, il fit de brillantes études secondaires au Collège Notre Dame de la Paix à Namur.
Il suivit ensuite les cours d'ingénieur civil des mines à l'Université catholique de Louvain dont il sortit diplômé en 1870.
Après ses études d’ingénieur à Louvain, Louis Jourdain fit en 1871 et 1872, un stage en Angleterre et puis un autre en Prusse, dans une cokerie, où il retrouva Évence II Coppée  un camarade d’université.
Evence II Coppée, né en 1851, est à 21 ans diplômé ingénieur civil de l’Université Catholique de Louvain et seconde immédiatement son père Évence-Dieudonné Coppée I dont la santé est chancelante.  Ce dernier, ingénieur, industriel, inventeur d’un four à coke qui porte son nom et c’est le roi Léopold Ier qui accorda son premier brevet le 23 mars 1853.
On sait qu'en portant à l'abri de l'air du charbon à haute température, on obtient, par distillation, du coke (charbon) et du gaz riche en sous-produits chimiques (goudron - benzol - ammoniaque).  Le coke est principalement utilisé en sidérurgie pour réduire le minerai de fer dans un haut fourneau afin d’obtenir la fonte qui est ensuite transformée en acier et comme combustible avec moins de fumées dans l'alimentation des locomotives, évitant ainsi aux chemins de fer des ennuis avec les autorités urbaines.
Au XIXe siècle, l'activité minière dans le sud de la Belgique est limitée au Pays noir, les bassins du Borinage et du Centre. De nombreuses petites sociétés se partagent les gisements. Mais les veines sont de plus en plus difficiles à atteindre et il faut toujours creuser plus profond pour assurer les rendements et dès lors l’importance de découvrir de nouveaux gisements.

## Recherche dans le Limbourg hollandais (1873 -1875)
Lors de leur séjour dans cette cokerie prussienne, Louis Jourdain et Évence II Coppée rencontrèrent un géologue attaché aux mines d’Aix-La-Chapelle (probablement le célèbre géologue Wilhelm Hauchecorne, né à Aix-la-Chapelle inspecteur des Mines de Prusse ) qui était convaincu qu’une grande faille charbonnière, riche en charbon gras, devait s’étendre sous le Limbourg Hollandais.
L’idée de ce géologue allemand fit son chemin dans l’esprit d’Evence II Coppée et Louis Jourdain, qui convaincus, s’associèrent à un groupe d’investisseurs hollandais allemands et belges parmi lesquels Victor Jourdain (son frère), et P. Ghislain, le directeur des charbonnages d’Aniche. Les sondages étant très coûteux, il fallait trouver les capitaux nécessaires.
En 1874, ils effectuèrent avec succès des forages à Kerkrade, dans le Limbourg hollandais, et obtinrent cinq concessions, qui ne furent jamais mises en exploitation, pour cause de difficultés techniques et financières. Ces concessions leur seront retirées en 1901 par l’État Néerlandais qui souhaitait les exploiter lui-même.
Le « Tilsburgsche Courant » en 1875  évoqua  cette période de la vie de Louis Jourdain.

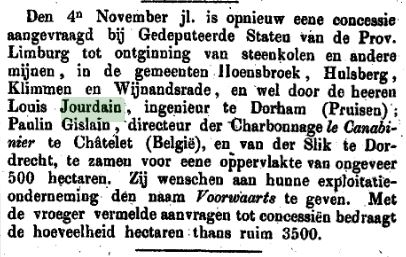
Tilsburgsche Courant n 857 du 05 12 1875

Evence I Coppée  décède le 8 mai 1875, et son fils laissant à son frère et à ses beaux-frères la gestion de l’affaire familiale les Fours à Coke et Fonderies de Baume, se consacre essentiellement à promouvoir les procédés « Coppée » en exploitant les brevets dont il a hérité et ceux qu’il a déposés lui-même et qui seront à la base de la fortune des Coppée.

## Du charbon dans le Limbourg belge?
Louis Jourdain et Évence II Coppée pensèrent tout naturellement puisqu’ils avaient trouvé du charbon au Limbourg hollandais, il devait y en avoir dans le Limbourg belge, la faille charbonnière ne connaissant pas de frontières.
En 1875, Louis Jourdain demanda une étude à Guillaume Lambert de l’Université Catholique de Louvain, son Professeur d’Exploitation des Mines. Celui-ci en 1876 « signa son célèbre rapport sur quatre sondages récemment exécutés dans le Limbourg hollandais » effectués par Louis Jourdain et Evence II Coppée et conclut « À ce point de vue, le Limbourg Hollandais et probablement aussi la partie nord de la Belgique sont favorablement situés pour espérer d’y retrouver le prolongement du terrain houiller ».
Étude qui fut confirmée en 1877 par son ami de promotion à l’Université Catholique de Louvain André Dumont (né la même année que Louis en 1847) qui, plus tard, en 1883 fut nommé suppléant du professeur G. Lambert pour le cours d’exploitation des mines.
Mais Louis Jourdain se heurta à deux problèmes majeurs : la mobilisation des capitaux pour effectuer un sondage et la technique de l’époque qui ne permettait pas d’exploiter le charbon à la grande profondeur à laquelle on aurait pu le trouver en Campine.
Vers 1877, Louis Jourdain quitta définitivement l’Allemagne pour s’établir à Bruxelles. Il avait alors trente ans.
À Bruxelles, il retrouva son frère Victor Jourdain, son aîné de six ans, avec lequel il se lança dans la création et le développement de plusieurs sociétés et surtout fut le cofondateur du journal  catholique conservateur « Le Patriote » en 1884 qui devint  La Libre Belgique  en 1918.
Néanmoins, Louis Jourdain suivait avec une attention toute particulière l’évolution des recherches minières en Belgique, n’abandonnant jamais l’espoir de découvrir du charbon en Campine et une technique de sondage rapide et fiable était primordiale.
En 1890, Louis Jourdain s’était rendu en Allemagne pour rencontrer le sondeur Anton Raky et eu des entretiens qui le confortèrent sur la fiabilité d'un  procédé de sondage  mis au point par ce dernier et qui obtint un brevet  en 1894 pour un système de forage à chocs rapides. Anton Raky créa, en 1985, une société pour l'exploitation de ses brevets la "Internationale Bohrgesellschaft AG " (Société internationale de forage) dont le siège est à Strasbourg.

## La Société de Recherche et d’Exploitation (1898-1901)
Faire des sondages était une opération très onéreuse et il était absolument indispensable de trouver des capitaux importants pour les permettre.
Le 12 octobre 1898, fut fondée la "Société de Recherche et d’Exploitation", au capital de 180 000 francs (1 800 actions de 100 francs), souscrit par 89 actionnaires et parmi les souscripteurs le professeur G. Lambert (admis à l’éméritat en 1896)  « et d 'autres vétérans de la campagne de sondages de 73, tels Evence Coppée et Louis Jourdain ».
L'acte de constitution fut passé devant Maître Théodore Taymans, notaire, résident à Bruxelles  et fut publié la même année  aux annexes du Moniteur belge du 30 octobre 1898  Acte no 4181 p. 372 et suivantes.
La création de cette société fut le résultat des efforts de deux groupes indépendants qui permirent de réunir le capital nécessaire le premier groupe mené par le  jeune ingénieur, Léon Deboucq, avait recueilli des fonds parmi les anciens élèves d’André Dumont ; le second groupe, « par un de ses camarades d'Université, celui-là même qui avait été à l'origine des prospections en Limbourg néerlandais, Louis Jourdain »et qui s’était penché sur le problème des difficultés techniques de sondage et de forage prédite par André Dumont en 1877,.
Les principaux actionnaires de cette société  sont :
1. Louis Jourdain.............200 actions
2. André Dumont.............160  actions
3. Arthur Limelette...........155  actions
4. Nestor Deulin...............125  actions
5. Maurice Schul..............100  actions
6. Léonard Misonne...........60  actions
7. Louis Lambert................50  actions
8. Charles Libbrecht...........50 actions
9. Léon Deboucq................21 actions      soit  921 actions  (plus de 50 % du capital)

Dans le même acte, sont nommés administrateurs André Dumont, Louis Jourdain, Nestor Deulin, Léon Deboucq et Arthur Limelette.
Dès le premier conseil d’Administration, une dissension profonde apparut entre André Dumont, qui voulait effectuer le sondage à Elen et à Lanaken et Louis Jourdain qui le voulait à As, à dix kilomètres au sud-ouest d’Elen.
Louis Jourdain estimait que la couche de charbon serait à une moindre profondeur à As plus prometteur qu’à Elen et donc moins risquée.
Au Conseil d’Administration du 2 novembre 1898, André Dumont ayant menacé de démissionner si le sondage ne se faisait pas à Elen. Louis Jourdain ayant accepté de se retirer ( PV du Conseil du 6 octobre 1898), le site d’Elen fut retenu.
Deux accidents aux profondeurs à 60 et 180 mètres compliquèrent les recherches, et la société résilia le contrat qui le liait au sondeur français. Grâce aux contact que Louis Jourdain avait eu dès 1890 avec le sondeur Raky, la Société de recherche et d’exploitation signa un contrat avec la société Internationale Bohrgesellschaft AG d' A. Raky et détentrice de ce procédé de sondage ultra rapide.
Malheureusement, malgré le concours d’A. Raky, un bris de sonde se produisit à grande profondeur (878,55 m) et il fut impossible de sauver le sondage.
La société tomba en faillite et dut être liquidée le 16 février 1901 (les liquidateurs étaient Nestor Deulin, Louis Jourdain et André Dumont en leur donnant le pouvoir expressément « le pouvoir d’apporter à une nouvelle société l’avoir en espèces et le bénéfice de l’expérience acquise ») et le sondage à Elen fut abandonné.
D’autres chercheurs, dès octobre 1897, soit un an la constitution de la Société de Recherche et d’Exploitation, conduits par Valentin Putsage, Directeur-Gérant des charbonnages de Ciply  et Jules Urban, Président de la Compagnie des Chemins de Fer du Congo avaient fait des sondages à Lanaken en Limbourg belge, espérant trouver en territoire belge le prolongement du nouveau gisement du Limbourg hollandais, mais hélas sans trouver la moindre trace de charbon en avril 1898. Les recherches furent définitivement abandonnées.
Ils furent les premiers à faire un sondage dans le Limbourg belge.

## La Nouvelle Société Anonyme de Recherche et d’Exploitation (1901-  1903)
Cet échec du site d’Elen découragea certains actionnaires de la société faillite , mais pas Louis Jourdain et André Dumont qui réunirent de nouveaux capitaux et créèrent une autre société le 20 mai 1901, la Nouvelle Société Anonyme de Recherche et d’Exploitation au capital de 100 000 francs (200 actions de capital de 500 francs).
L’acte de constitution se fit devant Maître Charles-Albert De Ro, notaire à Saint-Josse-ten-Noode et fut publié aux annexes du Moniteur belge du 6 juin 1901,sous le no 3031.
Souscripteurs principaux furent :
- La Société de Recherche et d’Exploitation (en faillite)  pour 86 actions,
- André Dumont pour 20 actions
- Louis Jourdain pour 8 actions
- Evence II Coppée pour 10 actions
- Hermann De Preter pour 5 actions
- La Société Internationale de Forage pour 40 actions. (A. Raky)

On peut remarquer que Louis Jourdain fait entrer dans le capital Evence II Coppée, son ami de longue date et Anton  Raky .
Le même jour, devant le même notaire, une Assemblée Générale Extraordinaire  procéda à la nomination statutaire des trois administrateurs: Louis Jourdain, André Dumont et Hermann de Preter. (Moniteur belge du 6 juin 1901, sous le no 3032).
Louis Jourdain en fut le Président et André Dumont l’Administrateur-délégué.
Louis Jourdain proposa à nouveau le site d’As pour un premier sondage, André Dumont se montrant inquiet et réticent devant ce choix. Cette fois-ci, Louis Jourdain, et Hermann De Preter menacèrent de se retirer financièrement si le premier sondage ne se faisait pas à As.  André Dumont finit par donner son accord.
Les travaux de sondage débutèrent le 1er juin 1901 soit dix jours après la constitution de la nouvelle société et deux mois plus tard, dans la nuit du 1er au 2 août 1901 une couche de charbon fut détectée à près de 541 mètres de profondeur.

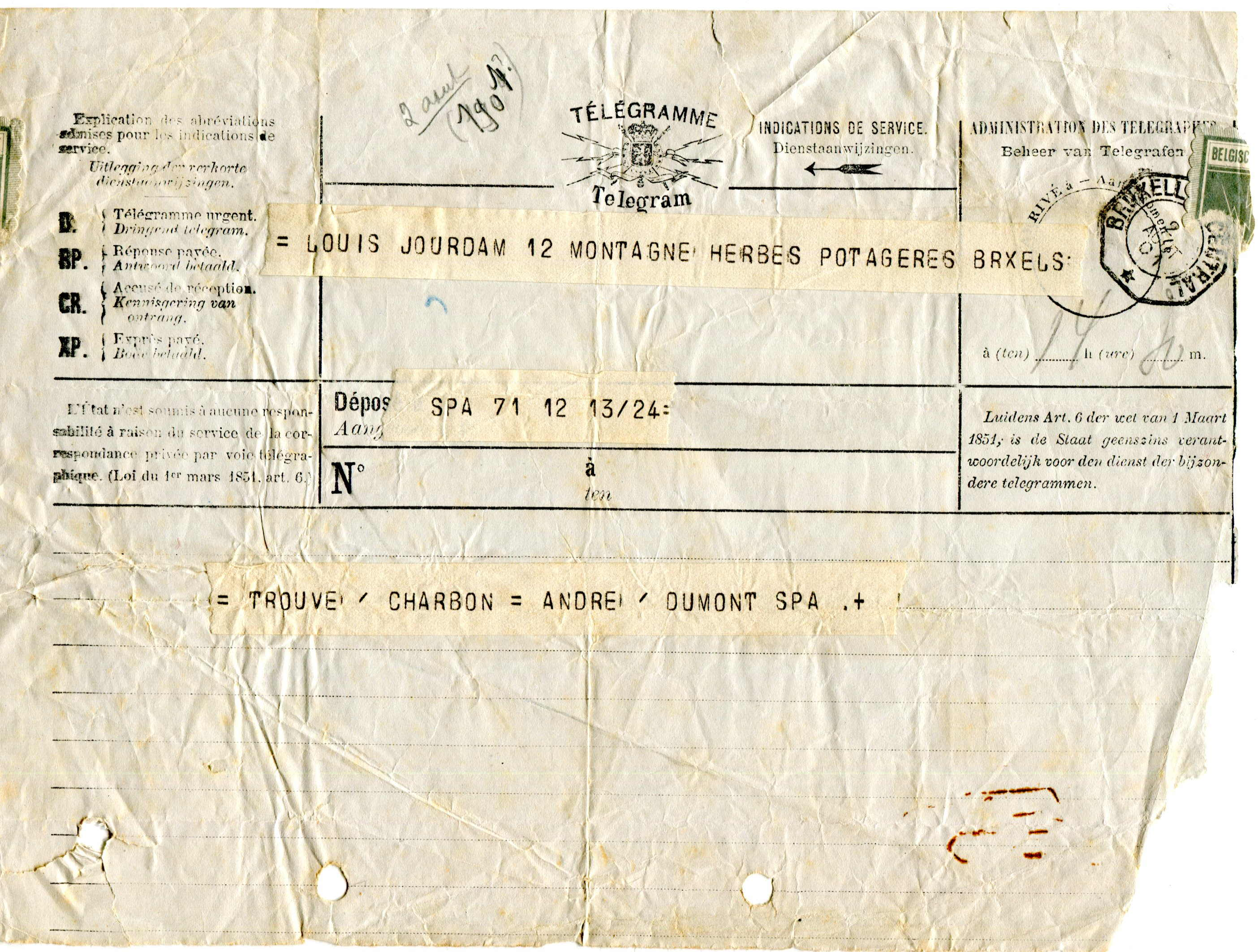
Télégramme annonçant la découverte de charbon envoyé par Louis Jourdain à André Dumont.

Le premier sondage fut approfondi et le 1er septembre, il avait recoupé cinq couches de charbon et de gaz. Le succès était total.
Le 8 août, le constat officiel de la découverte fut établi par le fonctionnaire compétent.
Devant ce succès, le 30 octobre 1901, les apporteurs de capitaux se pressant à la porte de la Nouvelle Société Anonyme de Recherche et d’Exploitation, celle-ci porta son capital à 800 000 francs ( Annexe au Moniteur belge du 16 novembre 1901sous le no 5320).
La Société ne se contenta pas de faire des sondages pour compte propre et notamment à As II, à Waterschei et à Niel, tout en introduisant auprès de l’Administration des Mines quatre demandes supplémentaires de concession en octobre et novembre 1901, elle en fit également pour d’autres sociétés, anciennes et nouvelles.
Elle jouissait toujours du monopole pour l’exploitation du brevet de sondage Raky.
En échange de son apport, elle recevait un certain nombre d’actions entièrement libérées de ces différentes sociétés et la faculté d’en souscrire de nouvelles moyennant payement. Elle avait ainsi des participations dans différents charbonnages, devenant une sorte de holding.

## Société Anonyme de Recherche et d’Exploitation Eelen-Ash
En 1903, La Nouvelle Société Anonyme de Recherche et d’Exploitation fut remplacée par la Société Anonyme de Recherche et d’Exploitation Eelen-Ash, en abrégé la Société Eelen-Ash, au capital de 3 325 000 francs.
Le conseil d’administration était composé notamment d’André Dumont (Président et Administrateur délégué), Louis Jourdain (Vice-Président), Evence II Coppée, Anton Raky, Léon Deboucq, Nestor Deulin et Victor Langen.
La Société Anonyme de Recherche et d’Exploitation Eelen-Ash revendiquait le titre d’inventeur du bassin houiller campinois parallèlement à une demande de nouvelles concessions à Houthalen et Drijhoven résultat de sondages menés avec succès.
La société fut l’objet d’attaques violentes, certains envieux voulant minimiser voire dénier son titre d’inventeur, alors qu’elle avait fait plus de la moitié des sondages pour son propre compte ou pour celui d’autres sociétés. D’autres prétendaient que le procédé ultra rapide de sondage Raky ne permettait pas de faire un examen scientifique précis des couches géologiques.
Il fallut qu’André Dumont qui – rappelons-le – enseignait à l’Université Catholique Louvain et Louis Jourdain mettent toute leur énergie pour répondre à leurs détracteurs.
« Des discussions ont eu lieu parmi les scientifiques de différentes Écoles pour savoir si Dumont devait être considéré comme celui qui avait découvert le charbon. La critique adressée à son égard était que sa découverte n’était que le fruit du hasard et non le résultat d’une déduction scientifique. Ils ont surtout souligné la chance qu’il fallait avoir pour ce type de forage, y compris celui de M. Dumont. Les autorités, qui étaient restées impartiales dans l’histoire, mettent finalement cinq ans à délivrer, le 3 août 1906, une série de brevets, dont un d’environ 3 000 hectares à la concession « André Dumont sous Asch », soit un quart de ce qu’elle avait demandé. Entre-temps, l’école de Louvain et l’Union des ingénieurs des écoles spéciales se sont empressées, grâce à une manifestation festive, de faire de M. Dumont, celui qui a découvert le charbon dans l’opinion publique. »
Il ne faut pas oublier que c’est André Dumont qui en 1872 fonda avec quelques autres ingénieurs l’Union des Ingénieurs sortis des Écoles Spéciales de Louvain. Il y est resté actif en tant que président (de 1876 à 1879 et de 1882 à 1885) et en tant que trésorier jusqu’à sa mort.
Son influence sur cette association était considérable et lors de cette manifestation festive organisée par cette Union professionnelle en 1904, Thomas Vinçotte réalisa un buste à son effigie offerte par celle-ci, manifestation également  pour la plus grande gloire  de l’Université Catholique de Louvain très importante aux yeux du Parti Catholique, parti politique soutenu par  le journal "Le Patriote" cofondé par Louis Jourdain.
Ce n’est que le 1er août 1907 – soit exactement 6 ans après la découverte de charbon à As – qu’un Arrêté Royal accorda à la société la première concession campinoise sous la dénomination Concession André Dumont-sous-Ash pour seulement 2 950 hectares soit le quart de ce qui avait été demandé.
La Société Anonyme de Recherche et d’Exploitation Eelen-Ash participa à la création de plusieurs charbonnages et à l’augmentation progressive de leur capital. Elle prit notamment une part prépondérante à la constitution en 1907 de la S.A. Charbonnages André-Dumont–sous-Ash au capital de 15.000.000 de francs. Louis Jourdain en fut administrateur jusqu’à la fin de sa vie, son fils Léon lui succède en 1919.
« Il va de soi que la découverte du houiller productif à Asch n’a marqué que le début d 'une   nouvelle phase, celle des explorations décisives; mais treize années encore devaient s 'écouler. très exactement avant qu'un puits de mine n 'atteignît le socle rocheux profond et n'y recoupa une première veine de houille. Ce fut celui de Winterslag, à Genck. La célébration en grande pompe de cet événement avait précisément été fixée au 4 août 1914. Comme bien on le pense, il n'en fut rien, puisque cette date devait. Hélas ! demeurer historique pour d'autres raisons. »
C’est au Charbonnage de Winterslag que l’on put extraire le premier bloc de charbon campinois, le 28 juillet 1914.
La guerre porta un coup fatal aux charbonnages en général et à la S. A. Charbonnages André-Dumont particulièrement, qui ne reprit ses activités qu'en 1924.
Louis Jourdain meurt le 31 octobre 1918 et André Dumont le 2 novembre 1920.
Ils ne virent pas la reprise des activités des charbonnages dont ils furent les fondateurs.

## Conclusion
La découverte en 1901 du charbon en Campine vint couronner les efforts et la persévérance d’André Dumont et de Louis Jourdain, découverte qui eut pu être faite trois ans auparavant si on avait suivi les conseils de Louis Jourdain.
La question qui se pose tout naturellement est de comprendre la raison pour laquelle le nom de Louis Jourdain qui joua un rôle capital dans le processus de découverte du charbon en Limbourg belge fut quasi-oublié par l’histoire.
La réponse fut donnée en 2016, dans une lettre de sa petite fille Alice von Hildebrand (1923-2022), philosophe et théologienne catholique, professeur de philosophie au Hunter College, New York University : 
« Louis Jourdain (1847-1918), engineer by profession, was the discoverer of the carbon mines in eastern Belgium. He decided, however, to have them named after his collaborator, Andre Dumont. The reason was that having founded the arch catholic newspaper, Le Patriote, in 1884, he thought it more proper not to have the mines named after him. »